# Massimo Podenzana
Massimo Podenzana (født 29. juli 1961 i La Spezia) er en tidligere italiensk landevejscykelrytter. Han vandt etaper i Giro d'Italia og Tour de France.